# Jiubu
Jiubu (kinesiska: 旧堡羌族乡, 旧堡) är en socken i Kina. Den ligger i provinsen Sichuan, i den sydvästra delen av landet, omkring 190 kilometer norr om provinshuvudstaden Chengdu. Antalet invånare är 3 404. Befolkningen består av 1 602 kvinnor och 1 802 män. Barn under 15 år utgör 15,0 %, vuxna 15-64 år 72 %, och äldre över 65 år 12,0 %.
Genomsnittlig årsnederbörd är 1 041 millimeter. Den regnigaste månaden är juli, med i genomsnitt 265 mm nederbörd, och den torraste är december, med 2 mm nederbörd.